# モンスターVSエイリアン
『モンスターVSエイリアン』（モンスター バーサス エイリアン、Monsters vs. Aliens）は、2009年に公開されたアメリカ合衆国の3Dアニメーション映画。ドリームワークスが制作、監督はロブ・レターマンおよびコンラッド・ヴァーノン。北米で2009年3月27日に公開され、日本では2009年7月11日に公開された。日本での略称は、「モンエリ」。

## あらすじ
政府により隔離されたエキセントリックなモンスターたち。少し天然だけど明るいキャラクターのヒロインが偶然に、このハミダシ集団たちと絆をもち、エイリアンとの決戦に挑む。
うら若き女性であるスーザン・マーフィーは自らの結婚式当日、突如空から降って来た隕石と接触したことで、身長15m21cm（50フィート）に巨大化してしまう。軍隊に捕らえられ政府の秘密基地に収容されたスーザンは「ジャイノミカ」と名付けられ、基地内にて個性的なモンスター達と暮らす事になる。ある日、巨大なロボット・エイリアンが地球に襲来。迫り来る人類の危機を回避するため、モンガー将軍はモンスター達の出動を大統領に提案する。

## 登場人物
※キャストは、英語版/日本語吹替版の順。
スーザン・マーフィー／ジャイノミカ
声：リース・ウィザースプーン/ベッキー
本作の主人公。カリフォルニア出身。隕石に接触して巨大化し、それに伴って茶色だった髪は銀色に変化した。巨大化してからは、専用のスーツを着用。自分をモンスターと認められず、ごく普通の女性として婚約者との幸せな生活に戻りたいと思っている。
ボブ
声：セス・ローゲン/日村勇紀
食品工場で行われた“遺伝子組み換えトマトと化学変化したドレッシングを掛け合わせる”という実験により偶然生まれた一つ目のモンスター。身体は半透明の青いゼラチン質で出来ており、絶対に破壊できない。食欲旺盛で何でも消化する。非常に楽観的でお調子者。
コックローチ博士
声：ヒュー・ローリー/内田直哉
“人間の遺伝子にゴキブリの生命力を組み込む”という実験の際に起こった装置の故障が元で誕生したゴキブリ人間。頭脳明晰で発明家としては独創的だが、マッドサイエンティストではないと主張する。腐った食べ物が大好物。
ミッシング・リンク
声：ウィル・アーネット/乃村健次
原始人へ進化する最中の海洋生物が氷河期の影響で冷凍され、長い年月を経て解凍された事で半猿半魚となった幻の生物。リゾート開発された海で観光客を驚かせていた所を捕らえられた。
ムシザウルス（インセクトサウルス）
元は小さな虫だったが、放射線を浴びて身長100mに巨大化。東京で高層ビルを破壊していた所を捕獲された。言葉は話せず鳴き声や唸り声を発するだけだが、ミッシング・リンクはその内容を理解出来る模様。
ギャラクサー
声：レイン・ウィルソン/青山穣
地球侵略を目論むエイリアン。科学力に優れ、巨大なエイリアン・ロボットを使うなど、様々な作戦で人類とモンスターたちを苦しめる。最後は、爆発したUFOと運命を共にした。
W.R.モンガー将軍
声：キーファー・サザーランド/山路和弘
スーザンらモンスター達が収容されている秘密基地の責任者。
ハザウェイ大統領
声：スティーヴン・コルベア/森川智之
アメリカ合衆国の現大統領。気弱で頼りなく、モンスター達の存在も今回の騒動で初めて知ることになる。
デレク・ディートル
声：ポール・ラッド/小川輝晃
スーザンの婚約者でTVキャスター。
その他声の出演：ふくまつ進紗、中村浩太郎、丸山壮史、前島貴志、岩村琴美、島香裕、平野夏那子、最上嗣生、木下紗華、木村雅史、片岡富枝、田中敦子、白熊寛嗣、辻親八、阪口周平、高島雅羅

## 評価
レビュー・アグリゲーターのRotten Tomatoesでは217件のレビューで支持率は74%、平均点は6.50/10となった。Metacriticでは35件のレビューを基に加重平均値が56/100となった。